# Kishinouyeum cangshanensis
Kishinouyeum cangshanensis es una especie de mantis de la familia Mantidae.

## Distribución geográfica
Se encuentra en Yunnan (China).